# تايلر سميث (كرة سلة)
تايلر سميث (بالإنجليزية: Tyler Smith)‏ مواليد 4 سبتمبر 1986 في بولاسكي، هو لاعب كرة سلة أمريكي. بدأ مسيرته الاحترافية في سنة 2010. يلعب في الدوري الإيطالي لكرة السلة الدرجة الثانية. لعب سابقا مع ميدي بايرويت في الدوري الألماني لكرة السلة. يبلغ طوله 6 قدم 7 بوصة (2.0 م).

## روابط خارجية
- تايلر سميث على موقع كرة السلة الأوروبية.كوم (الإنجليزية)
- تايلر سميث على موقع كلية كرة السلة في سبورتس رفرنس.كوم (الإنجليزية)
- تايلر سميث على موقع ريلجم (الإنجليزية)
- تايلر سميث على موقع بروبوليرز (الإنجليزية)
- تايلر سميث على موقع سبورتس رفرنس (الإنجليزية)